# Халіва
Халіва, халва, халева (адиг. хьэлжъо) — обсмажене тісто, наповнене картоплею або черкеським сиром.

## Основні різновиди
- Халіва, фарширована сиром

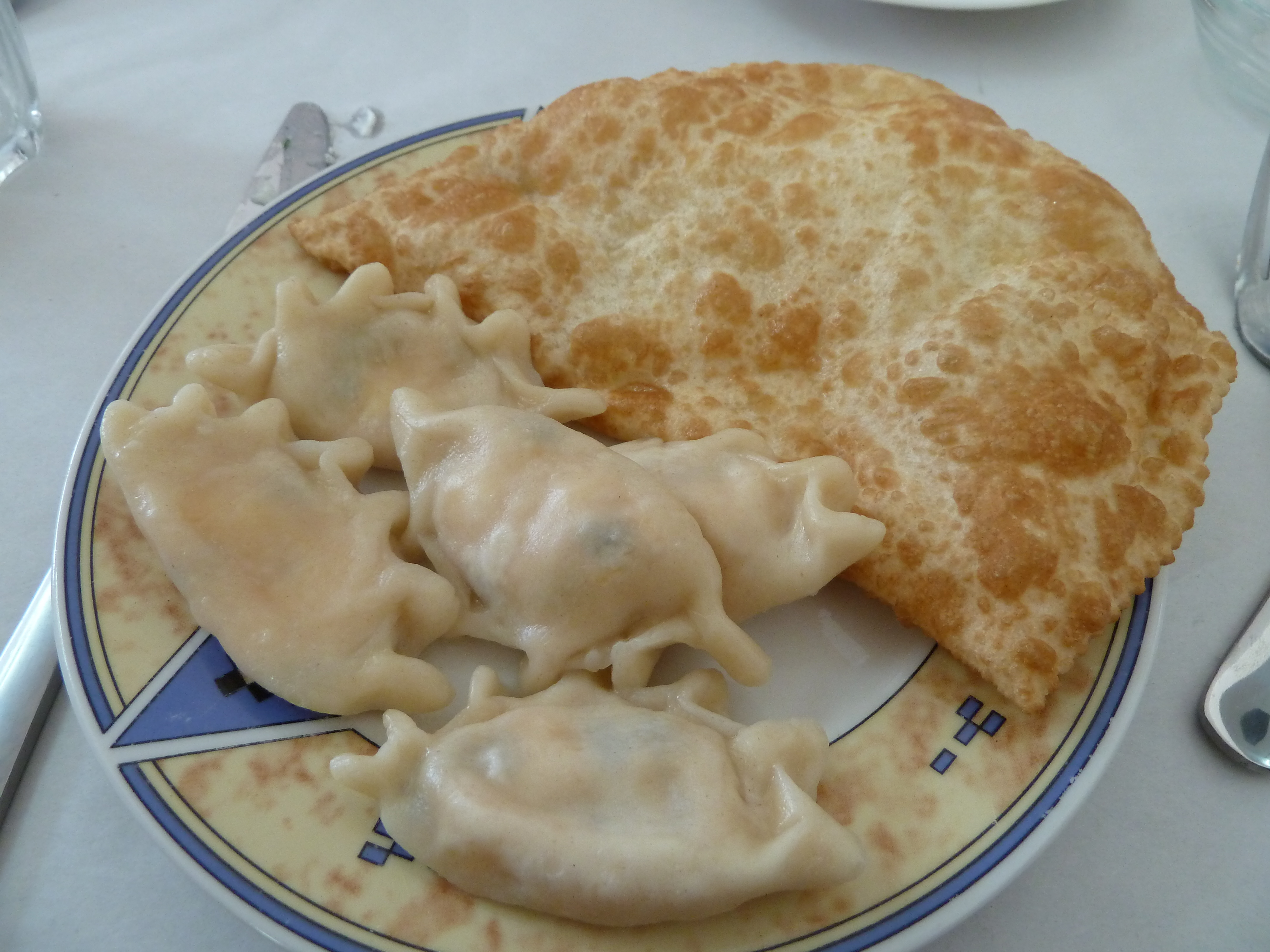
Халіва та матац, дві традиційні черкеській закуски

- Халіва, фарширована картоплею
- Халіва, фарширована картоплею та сиром
- Халіва, фарширована квасолевими бобами
- Халіва, фарширована грушами